# Toffelbacka
Toffelbacka är en bebyggelse vid länsväg 201 i Hjälstads socken i Töreboda kommun. Mellan 2015 och 2020 avgränsade SCB här en småort.